# Blue Haze
Blue Haze – album Milesa Davisa wydany przez wytwórnię Prestige Records w 1956.
Album składa się z utworów nagranych podczas trzech sesji. 19 maja 1953 zostały nagrane utwory: "When Lights Are Low", "Tune Up", "Miles Ahead" i "Smooch". Nadzór wykonawczy sprawował Ira Gitler, a inżynierem dźwięku był Doug Hawkins. Pianistą podczas sesji był John Lewis, ale musiał wyjść przed jej końcem, więc w utworze "Smooch" na fortepianie gra jego kompozytor Charles Mingus, który był kontrabasistą (ale w tej sesji nie występował w pozostałych utworach, ponieważ na kontrabasie grał Percy Heath).
10 marca 1954 nagrano utwory "Four", "Old Devil Moon" oraz "Blue Haze". Większość utworów z sesji z 3 kwietnia tego roku została wydana na innym albumie Davisa Walkin’. Utwór "I'll Remember April" znalazł się na pierwszym wydaniu Walkin’ na 10 calowej płycie. Wydanie 12 calowe zawierało zamiast niego utwór ""Love Me or Leave Me", a "I'll Remember April" wydano na Blue Haze. W obu sesjach nadzór wykonawczy sprawował Bob Weinstock, a inżynierem dźwięku był Rudy Van Gelder.
Płyta została wydana na CD w 1988.

## Lista utworów
| 1. | "I'll Remember April" (Gene de Paul, Patricia Johnson, Don Raye) | 7:50  |
|    |                                                                  |       |
| 2. | "Four" (Miles Davis)                                             | 4:01  |
|    |                                                                  |       |
| 3. | "Old Devil Moon" (Burton Lane, Yip Harburg)                      | 3:23  |
|    |                                                                  |       |
| 4. | "Smooch" (Miles Davis, Charles Mingus)                           | 3:05  |
|    |                                                                  |       |
| 5. | "Blue Haze" (Miles Davis)                                        | 6:09  |
|    |                                                                  |       |
| 6. | "When Lights Are Low" (Benny Carter, Spencer Williams)           | 3:26  |
|    |                                                                  |       |
| 7. | "Tune Up" (Miles Davis)                                          | 3:52  |
|    |                                                                  |       |
| 8. | "Miles Ahead" (Miles Davis, Gil Evans)                           | 5:12  |
|    |                                                                  |       |
|    |                                                                  | 36:58 |
|    |                                                                  |       |

## Twórcy
- Miles Davis – trąbka
- Dave Schildkraut – saksofon altowy (utwór 1)
- Horace Silver – fortepian (utwory 1-3 i 5)
- Charles Mingus – fortepian (utwór 4)
- John Lewis – fortepian (utwory 6-8)
- Percy Heath – kontrabas
- Kenny Clarke – perkusja (utwór 1)
- Art Blakey – perkusja (utwory 2, 3, 5)
- Max Roach – perkusja (utwory 4 i 6-8)

## Informacje uzupełniające
- Nadzór wykonawczy – Ira Gitler (utwory 4 i 6-8)
- Nadzór wykonawczy – Bob Weinstock (utwory 1-3 i 5)
- Inżynier dźwięku – Doug Hawkins (utwory 4 i 6-8)
- Inżynier dźwięku – Rudy Van Gelder (utwory 1-3 i 5
- Remastering cyfrowy – Joe Tarantino (Fantasy Studios, Berkeley)
- Tekst na okładce – Ira Gitler